# Nynas
Nynas, früher Nynäs Petroleum, ist ein schwedischer Hersteller von naphthenischen Ölen (z. B. Transformatorenöl) und Bitumen. Der größte einzelne Eigner ist die US-amerikanische Kapitalverwaltungsgesellschaft Davidson Kempner Capital Management mit 49,9 Prozent. Der zweite große Aktionär ist die unabhängige schwedische Stiftung Nynässtiftelsen, während ein kleinerer Anteil im Besitz von Petróleos de Venezuela (PDVSA) ist.

## Tätigkeit
Die Kerntätigkeit von Nynas besteht in der Veredelung von Rohöl zu Spezialprodukten in zwei Hauptbereichen: naphthenischen Spezialölen (Transformatorenöl, Prozessöle, Grundöle und Reifenöle) und Bitumen. Bitumen wird als Bindemittel für Straßenasphalt sowie in industriellen Anwendungen wie etwa bei der Dachdeckerei oder als Korrosionsschutz verwendet. Während der Raffination fallen zudem bestimmte Nebenprodukte an. Diese werden vor allem als Rohstoff für Fahrzeugkraftstoffe verkauft.
Die Herstellung der Produkte von Nynas erfolgt auf mehreren Raffinerien in Europa. Zwei der Anlagen – Göteborg und Nynäshamn – sind im Besitz von Nynas, während die Raffinerie in Eastham als Joint Venture mit Shell betrieben wird. Es gibt jedoch auch eine Reihe von externen Produktionsanlagen, die über Kooperationsverträge mit dem Unternehmen verbunden sind. Nynas betreibt eigene Labors für Qualitätskontrolle und Produktentwicklung, unter anderem in Belgien, Großbritannien und Schweden.
Traditionell verwendet Nynas als Rohstoff hauptsächlich schweres Rohöl aus Venezuela, da es Eigenschaften besitzt, die sowohl für Bitumen als auch für naphthenische Spezialöle ideal sind. Aufgrund der politischen Situation im Land wurden jedoch große Anstrengungen unternommen, um die Flexibilität des Rohstoffs zu erhöhen und das venezolanische Rohöl vollständig zu ersetzen. Die Umstellung der Rohstoffbasis ist nun vollständig abgeschlossen, was bedeutet, dass Nynas mehrere alternative Rohöle verwendet, unter anderem aus der Nordsee, aber auch aus Ländern wie Brasilien, Kolumbien und Italien, vor dem russischen Angriffskrieg auch aus Russland.
Nynas hat in den vergangenen Jahren Transformatoren- und Reifenöle entwickelt, die zum Teil aus biologischen Rohstoffen hergestellt werden und damit erneuerbar sind. 2022 wurde auch ein polymermodifiziertes Bitumen (PMB) eingeführt, das biogenes Material enthält, um die Abhängigkeit von fossilen Rohstoffen zu verringern.
Neben nationalen Vertriebsbüros hat Nynas auch Zugang zu einem internationalen Vertriebsnetz. Dazu zählen nicht nur zentrale Lager und Mischstationen (Hubs), sondern auch einige lokale Depots. 2021 hatte Nynas rund 970 Mitarbeiter und der Umsatz lag bei 16,7 Milliarden SEK.

## Geschichte

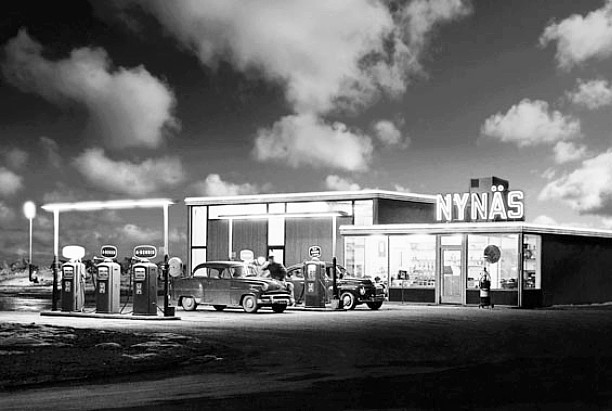
Archivbild aus den 1950er Jahren von einer Nynas Tankstelle in Schweden.

Im Februar 1928 begann der Bau der ersten schwedischen Raffinerie in Nynäshamn, die im Dezember ihren Betrieb aufnahm. Der Gründer war Axel Ax:son Johnson. Er war ein Schiffsreeder und Industrieller, der Bedarf an Dieselöl für seine Schiffe und Asphalt für seine Straßenbaufirma hatte. Aus diesem Grund stellte er Charles Almqvist an, der Erfahrungen aus der Ölraffinerie Werner Queensland in den USA mitbrachte und zudem Chef der größten Raffinerie Argentiniens gewesen war. Damit war die Grundlage für das spätere Unternehmen Nynäs Petroleum gelegt.
Mit dem Aufkommen des Automobilismus nahm auch die Nachfrage nach Benzin zu. Das Problem war, dass man mit den konventionellen Raffinierungsverfahren nur rund 15 Prozent Benzin aus dem Öl gewinnen konnte. 1931 beschloss Axel Ax:son Johnson, in eine neue Krackanlage zu investieren. Das war der Startschuss für den Aufbau eines landesweiten Tankstellennetzes in Schweden, das Nynas in den folgenden 50 Jahren betreiben sollte. Der Ausbau der schwedischen Infrastruktur unter anderem mit neuen Asphaltstraßen erforderte große Mengen an Bitumen. Um diese Nachfrage zu decken, wurde 1956 die Raffinerie in Göteborg errichtet.
Zu Beginn der 1970er Jahre war Nynas eine schwedische Ölgesellschaft in Familienbesitz ohne langfristige Verträge über die Lieferung von Rohöl. Das war kein Problem, solange der Rohölpreis niedrig und stabil war, doch mit dem Ausbruch der Ölkrise geriet Nynas in eine ernste Kostenkrise. Die Rettung lag darin, den Kraftstoffmarkt zu verlassen und sich auf einige wenige Spezialprodukte zu konzentrieren, was eine Markterweiterung außerhalb Schwedens erforderlich machte. Der erste Schritt bei der neuen Strategie wurde 1981 unternommen, als sämtliche Tankstellen und die Tochtergesellschaften, die Brennöle verkauften, an Shell veräußert wurden.
Um im Bereich Bitumen zu wachsen, wurden 1985 eine Raffinerie in Antwerpen und zu Beginn der 1990er Jahre die britische Briggs Oil mit Raffinerien in Dundee und Eastham erworben. Parallel dazu wurden Hunderte Millionen schwedische Kronen für den Umbau der Raffinerie in Nynäshamn in eine moderne Anlage zur Produktion von naphthenischen Spezialölen für die Industrie investiert. Dadurch hatte sich Nynas von einer schwedischen Ölgesellschaft mit traditionellem Angebot in einen globalen Konzern mit Fokus auf Spezialprodukte gewandelt.
Beginnend ab dem 1. Januar 2014 übernimmt Nynas wesentliche Teile der Raffinerie Hamburg-Harburg von der Shell Deutschland Oil GmbH. Die Umwandlung in eine Spezialölraffinerie wurde 2014 eingeleitet. Die Ursache dafür war eine erwartete Nachfrage nach naphthenischen Spezialölen, vor allem in Asien. Die Übernahme, die mit umfassenden Investitionen in den Umbau eines Teils der Anlage verbunden war, die zuvor für die Kraftstoffherstellung verwendet worden war, wurde 2016 abgeschlossen. Die neue Spezialölraffinerie ermöglichte eine jährliche Produktionssteigerung von 350.000 Tonnen.
2017 wurde eine Zeit eingeleitet, die aufgrund einer immer angespannteren politischen und wirtschaftlichen Lage in Venezuela erhebliche finanzielle Probleme brachte. Zu Beginn führt dies zu Störungen bei den Rohöllieferungen, die aufgrund der von den USA eingeführten, weitreichenden Sanktionen gegen Venezuela nach und nach vollständig eingestellt wurden. Während einer Übergangszeit konnte der Geschäftsbetrieb dank einer Ausnahme – der sogenannten General License –, die Nynas von der US-amerikanischen Behörde Office of Foreign Assets Control (OFAC) erhielt, dennoch aufrecht bleiben. Durch die Ausnahme war es anderen Unternehmen erlaubt, mit Nynas weiterhin Handel zu betreiben, ohne gegen die US-Sanktionen zu verstoßen. Die Lage blieb aus wirtschaftlicher Sicht jedoch unhaltbar und 2019 wurde dann ein von Nynas gestellter Antrag auf Reorganisation von einem schwedischen Gericht genehmigt, um Möglichkeiten zu finden, den Geschäftsbetrieb teilweise oder vollständig weiterzuführen.
Im Mai 2020 teilte die OFAC mit, dass Nynas aufgrund der Änderungen der Eigentumsstruktur des Unternehmens nun nicht mehr im Rahmen der Sanktionen gesperrt wird. Dadurch benötigten amerikanische Personen und Unternehmen von der OFAC keine Genehmigung mehr für Transaktionen und Aktivitäten, an denen Nynas beteiligt war.
Die Umstrukturierung brachte Veränderungen in der Eignerstruktur von Nynas mit sich. Der größte Eigner ist mittlerweile die US-amerikanische Kapitalverwaltungsgesellschaft Davidson Kempner Capital Management mit 49,9 % der Aktien. Die übrigen Teilhaber sind die unabhängige schwedische Stiftung Nynässtiftelsen (ca. 35 %) und PDVSA (ca. 14,9 %).
Mit der neuen Eigentümerstruktur wurden auch die strategischen Richtlinien aufgrund veränderter Rahmenbedingungen angepasst. Mit der strategischen Neuordnung wird das Geschäft auf Europa ausgerichtet, es werden weiterhin ausgewählte Kunden unter anderem in Indien, dem Nahen Osten, Südafrika und der Türkei beliefert. Für die Bitumenaktivitäten wurde eine Zentralisierung für die Märkte in Skandinavien, im Baltikum und in Großbritannien durchgeführt.